# Kōhei Shimizu
Kōhei Shimizu (清水 航平 Shimizu Kōhei?,  nacido el 30 de abril de 1989 en Munakata, Fukuoka) es un exfutbolista japonés. Jugó de delantero y su último equipo fue el Sanfrecce Hiroshima de la J1 League de Japón.

## Trayectoria

### Clubes
| Club                           | País  | Año         |
| ------------------------------ | ----- | ----------- |
| Sanfrecce Hiroshima            | Japón | 2008 - 2018 |
| Shimizu S-Pulse (préstamo)     | Japón | 2017 - 2018 |
| Shimizu S-Pulse                | Japón | 2018 - 2019 |
| Ventforet Kofu (préstamo)      | Japón | 2018        |
| Sanfrecce Hiroshima (préstamo) | Japón | 2019        |
| Sanfrecce Hiroshima            | Japón | 2020 - 2022 |

### Selección nacional
| Selección | País  | Año  |
| --------- | ----- | ---- |
| Sub-17    | Japón | 2005 |
| Sub-20    | Japón | 2007 |
| Sub-23    | Japón | 2010 |

## Palmarés

### Títulos nacionales
| Título             | Club                | País  | Año  |
| ------------------ | ------------------- | ----- | ---- |
| Supercopa de Japón | Sanfrecce Hiroshima | Japón | 2008 |
| J2 League          | Sanfrecce Hiroshima | Japón | 2008 |
| J1 League          | Sanfrecce Hiroshima | Japón | 2012 |
| Supercopa de Japón | Sanfrecce Hiroshima | Japón | 2013 |
| J1 League          | Sanfrecce Hiroshima | Japón | 2013 |
| Supercopa de Japón | Sanfrecce Hiroshima | Japón | 2014 |
| J1 League          | Sanfrecce Hiroshima | Japón | 2015 |
| Supercopa de Japón | Sanfrecce Hiroshima | Japón | 2016 |